# Río Luján
Río Luján är ett vattendrag i Argentina.   Det ligger i provinsen Buenos Aires, i den centrala delen av landet, 23 km nordväst om huvudstaden Buenos Aires.